# Тарасовичі (Київська область)
Тарасовичі — колишнє село в Україні, Вище-Дубечанському районі (територія нинішнього Вишгородського району Київської області).
Розташовувалося на лівому березі Дніпра поблизу села Жукин.

## Історичні відомості
У 1787 р. згідно з Книгою Київського намісництва у селі Тарасовичі було 46 хат й церква.
За даними на 1859 рік у казенному селі Остерського повіту Чернігівської губернії мешкала 1031 особа (459 чоловічої статі та 572 — жіночої), налічувалось 169 дворових господарств, існувала православна церква.
Станом на 1886 у колишньому державному селі Жукинської волості мешкала 1241 особа, налічувалось 249 дворових господарств, існували православна церква й 2 постоялих будинки.
За переписом 1897 року кількість мешканців зросла до 1937 осіб (906 чоловічої статі та 1031 — жіночої), з яких 1920 — православної віри.
Село було у складі Вищедубечанського району (з 1930 року) та Києво-Святошинського (відповідно до Указу Президії Верховної Ради УРСР від 30 грудня 1962 року про укрупнення сільських районів).
Під час визволення України від фашистських загарбників у 1943 році в селі Тарасовичі розташовувався штаб 75-ї гвардійської стрілецької дивізії, яка 23 вересня форсувала Дніпро і захопила в районі сіл Ясногородка та Глібівка перший у полосі наступу 60-ї Армії плацдарм на правому березі. Під час боїв на плацдармі у Тарасовичах розташовувався 585-й (80) медико-санітарний батальйон 75-ї гвардійської стрілецької дивізії, там було поховано багато вояків, що померли від тяжких поранень, зокрема, Герої Радянського Союзу:
- Михальченко Василь Кирилович
- Пугачов Арсеній Пилипович

## Доля
Село Тарасовичі було затоплено водами Київського водосховища у 60-ті роки XX століття після побудови Київської ГЕС. Мешканці села були переселені, частково до села Ясногородка.